# Salvadora mexicana
Espèce
Synonymes
- Zamenis mexicanus
Duméril, Bibron & Duméril, 1854

Statut de conservation UICN

 LC  : Préoccupation mineure
Salvadora mexicana  est une espèce de serpents de la famille des Colubridae.

## Répartition
Cette espèce est endémique du Mexique. Elle se rencontre dans les États de Puebla, du Nayarit, de Jalisco, de Colima, du Michoacán, du Guerrero et du Morelos.

## Description
C'est un serpent ovipare.

## Publication originale
- Duméril, Bibron & Duméril, 1854 : Erpétologie générale ou histoire naturelle complète des reptiles. Tome septième. Première partie, p. 1-780 (texte intégral).